# Blacus geijskesi
Blacus geijskesi är en stekelart som beskrevs av Van Achterberg 1988. Blacus geijskesi ingår i släktet Blacus och familjen bracksteklar. Inga underarter finns listade.